# Pasqual Luna i Parra
Pasqual Luna i Parra (Biar, 27 de febrer de 1963) és un exfutbolista valencià. Ocupava la posició de migcampista.

## Trajectòria
Debuta amb l'Hèrcules CF a la campanya 80/81, en partit contra el RCD Espanyol. Eixe any, disputa deu partits en primera divisió. A l'any següent, la seua progressió continua i marca el seu únic gol a la màxima categoria. Els alacantins perden la categoria i no la recuperarien fins a 1984. En el seu retorn, Parra ja és titular amb els herculans.
El 1986 l'Hèrcules torna a baixar a Segona i el de Biar marxa al Reial Múrcia CF. A l'equip pimentoner és peça clau de l'onze inicial a les dues campanyes que hi passa abans de fitxar pel RCD Mallorca.
Iniciada la temporada 91/92 retorna a l'Hèrcules CF, ara com a capità de l'equip. Aconsegueix l'ascens a Segona Divisió, i tres anys després, a la màxima categoria. Eixa 96/97 seria la seua darrera temporada en actiu, tot jugant 22 partits, que completarien els més de 300 que hi va disputar entre Primera i Segona Divisió.
Fou internacional amb Espanya en categories inferiors. Després de la seua retirada, va exercir de secretari tècnic de l'Hèrcules.